# 极路由
极路由是中国大陆的一个路由器品牌。其特殊功能有手机远程管理、局域网文件中转站（需sd卡）、迅雷远程下载、App Store加速、小米应用商店加速、ss代理（第三方插件）等。
目前，该品牌的产品有极壹、极壹S、极壹S硬盘版、极卫星、极贰等。

## 网络封锁
极路由官方域名 hiwifi.com 被 GFW 限制，导致 http 链接只能在大陆访问。因此极路由在大陆以外运作不顺畅，部分服务可能出现没有响应的情况。
其它子域名如官方论坛 bbs.hiwifi.com 也存在同样的情况。部分可以通过 https 访问解决。

## 获取 root 权限
极路由固件基于 OpenWrt 二次开发，是一个 Linux 的分发版本。获取 root 权限曾经可以通过极路由的 “搜狐视频” 插件配合低版本固件（9006）进行破解，但目前这一方法被官方封堵，已经失效。
目前唯一的方法是开通“开发者模式”。作为目前唯一有效的 root 方法，其存在如下弊端：
- 失去保修
- 需要中国大陆手机并绑定微信

## 使用第三方固件
在获得 root 权限后，极路由可以刷入第三方固件。大多第三方固件都是 OpenWrt 的变种或衍生产物。

## 屏蔽广告事件
极路由内置“视频广告屏蔽”的插件，部分视频网站广告被屏蔽。2014年11月3日，爱奇艺公司向北京海淀法院提起诉讼，极路由构成不正当经营，罚款40万元。